# 鬼 (ラッパー)
鬼（おに、1978年 - ）は、福島県いわき市小名浜出身の日本のヒップホップMC。ヒップホップ・ユニット鬼一家のメンバー（リーダー）。

## 略歴
人生で2度目の刑務所に入ったあと、鬼一家名義での、『赤落』がリリースされる。
2度目の獄中生活でしたためた一部のリリックを元に、『獄窓』を発表。メジャーデビューを果たす。ソロおよび「鬼一家」での活動の他、犬式の元Drum、Kakinuma、The Funky Permanentsのベースと結成した3パースバンドピンゾロにおいても東京を拠点に活動している。 

2016年　新たなレーベルD.O.P.E (Drop Out Project Entertainment) を立ち上げると同時に、直営のbar DOPEも新宿歌舞伎町にオープン。

## ディスコグラフィ

### アルバム
1. 赤落(2008年10月)鬼一家名義でのリリース。
2. 獄窓（2009年）
3. P.P.P（2010年）ピンゾロ名義でのリリース。
4. 湊　（2011年4月）
5. 嗚咽（2011年10月）
6. 蛾 （2012年2月）
7. あとがき（2015年1月）
8. 火宅の人（2017年6月7日）
9. DOPE FILE（2018年8月）
10. 新宿遊戯 (2023年1月)